# Отре, Матиас
Матиа́с Отре́(фр. Mathias Autret; 1 марта 1991, Морле, Франция) — французский футболист, полузащитник клуба «Кан».

## Карьера

### Клубная
Матиас Отре начал заниматься футболом в 6-летнем возрасте в детской команде любительского клуба «Сен-Тегоннек». В 2002 году непродолжительное время тренировался в «Генгаме». С 2007 по 2009 год был в системе подготовки «Бреста». Дебютировал в первой команде «Бреста» 14 января 2010 года в матче Лиги 2 против «Гавра».
В следующем матче за «Брест», 1 февраля 2010 года, полузащитник забил 2 гола в ворота Сирилля Мервилля из «Арль-Авиньона»
.
Всего в составе «Бреста» Отре отыграл 1 сезон, по окончании которого перешёл в «Лорьян».
Отре впервые сыграл за новую команду 22 января 2011 года в матче кубка Франции против любительского клуба «Фонтене-ле-Конт». Полузащитник вышел на поле на 101-й минуте встречи вместо Фабьяна Робера и спустя 5 минут забил единственный гол в матче.
.
Через неделю, 29 января, Матиас Отре дебютировал в Лиге 1, отыграв 7 минут в концовке матча с «Брестом»
.
Первый в карьере гол в сильнейшей лиге Франции полузащитник забил 22 февраля 2012 года в ворота «Сент-Этьена», реализовав передачу Арнольда Мвуэмбы
.

### В сборной
До 2010 года Матиас Отре не привлекался к матчам юношеских сборных Франции. 31 марта 2010 года полузащитник сыграл в товарищеском матче сборной до 19 лет со сверстниками из Дании
.
В дальнейшем за команду Отре не выступал, не участвовал он и в играх молодёжной сборной.

## Статистика
| Клуб              | Сезон             | Национальный чемпионат | Национальный чемпионат | Национальный чемпионат | Национальные кубки | Национальные кубки | Континентальные кубки | Континентальные кубки | Всего | Всего |
| Клуб              | Сезон             | Лига                   | Игры                   | Голы                   | Игры               | Голы               | Игры                  | Голы                  | Игры  | Голы  |
| ----------------- | ----------------- | ---------------------- | ---------------------- | ---------------------- | ------------------ | ------------------ | --------------------- | --------------------- | ----- | ----- |
| Брест             | 2009/10           | Лига 2                 | 12                     | 3                      | 4                  | 1                  | 0                     | 0                     | 16    | 4     |
| Всего за «Брест»  | Всего за «Брест»  | Всего за «Брест»       | 12                     | 3                      | 4                  | 1                  | 0                     | 0                     | 16    | 4     |
| Лорьян            | 2010/11           | Лига 1                 | 7                      | 0                      | 2                  | 1                  | 0                     | 0                     | 9     | 1     |
| Лорьян            | 2011/12           | Лига 1                 | 27                     | 2                      | 3                  | 0                  | 0                     | 0                     | 30    | 2     |
| Лорьян            | 2012/13           | Лига 1                 | 19                     | 0                      | 3                  | 0                  | 0                     | 0                     | 22    | 0     |
| Всего за «Лорьян» | Всего за «Лорьян» | Всего за «Лорьян»      | 53                     | 2                      | 8                  | 1                  | 0                     | 0                     | 61    | 3     |
| Кан               | 2013/14           | Лига 2                 | 5                      | 1                      | 2                  | 0                  | 0                     | 0                     | 7     | 1     |
| Всего за «Кан»    | Всего за «Кан»    | Всего за «Кан»         | 5                      | 1                      | 2                  | 0                  | 0                     | 0                     | 7     | 1     |
| Всего             | Всего             | Всего                  | 70                     | 6                      | 14                 | 2                  | 0                     | 0                     | 84    | 8     |